# Lista de músicos de blues
Músicos de Blues abrange desde os músicos do Blues primitivo do Delta, de um só acorde, aos das big bands, passando pelos da música country, do rock and roll e até aos mais ligádos à música clássica europeia.

## Country blues primitivo
- Alger "Texas" Alexander (1900-1954)
- Pink Anderson (1900-1974)
- Barbecue Bob (1902-1931)
- Scrapper Blackwell (1903-1962)
- Black Ace (1907-1972)
- Blind Blake (c. 1893-c. 1933)
- Big Bill Broonzy (1893/1898-1958)
- Richard "Rabbit" Brown (c. 1880-c. 1937)
- Bumble Bee Slim (1905-1968)
- Butterbeans & Susie
- Gus Cannon (1883-1979)
- Leroy Carr (1905-1935)
- Bo Carter (1893-1964)
- Sam Collins (1887-1949)
- Floyd Council (1911-1976)
- Ida Cox (1896-1967)
- Gary Davis (1896-1972)
- Sleepy John Estes (1904-1977)
- Blind Boy Fuller (1908-1941)
- Jesse Fuller (1896-1976)
- Billy Garland (1918-1960)
- Jazz Gillum (1904-1966)
- Shirley Griffith (1908-1974)
- Arvella GrayJEBA (1906-1980)
- Smokey Hogg (1914-1960)
- Lightnin' Hopkins (1912-1982)
- Son House (c. 1902-1988)
- Peg Leg Howell (1888-1966)
- Alberta Hunter (1895-1984)
- Mississippi John Hurt (c. 1893-1966)
- Jim Jackson (c. 1884-1937)
- Skip James (1902-1969)
- Blind Lemon Jefferson (1893-1929)
- Blind Willie Johnson (1897-1945)
- Lonnie Johnson (1894-1970)
- Robert Johnson (1911-1938)
- Tommy Johnson (1896-1956)
- Leadbelly(c. 1889-1949)
- Furry Lewis (1899-1981)
- Mance Lipscomb (1895-1976)
- Cripple Clarence Lofton (1887-1957)
- Robert Lockwood, Jr. (1915-2006)
- Mississippi Fred McDowell (1904-1972)
- Brownie McGhee (1915-1996)
- Blind Willie McTell (1901-1959)
- The Memphis Jug Band
- Big Maceo Merriweather (1905-1953)
- Memphis Minnie (1897-1973)
- Charley Patton (1891-1934)
- Douglas Damasceno  (1993-)
- Ma Rainey (1886-1939)
- Tampa Red (1904-1981)
- Bessie Smith (1894-1937)
- Victoria Spivey (1908-1976)
- Frank Stokes (c. 1888-1955)
- Sonny Terry (1911-1986)
- Henry Townsend (1909-2006)
- Sippie Wallace (1898-1986)
- Washboard Sam (1910-1966)
- Curley Weaver (1906-1962)
- Peetie Wheatstraw (1902-1941)
- Bukka White (1909-1977)
- Josh White (1914 or 1915-1969)
- Sonny Boy Williamson (1914-1948)

## Blues Urbano Primitivo
- Gladys Bentley (1907-1960)
- Lucille Bogan (1897-1948)
- Georgia Tom Dorsey (1899-1993)
- Lil Green (1919-1954)
- Lucille Hegamin (1894-1970)
- Alberta Hunter (1895-1984)
- Papa Charlie Jackson (c.1890-1938)
- Ma Rainey (1886-1939)
- Clara Smith (c. 1894-1935)
- Mamie Smith (1883-1946)
- Bessie Smith (1894-1937)
- Sippie Wallace (1898-1986)
- Ethel Waters (1896-1977)

## Jazz-blues pré-Segunda Guerra Mundial
- Albert Ammons (1907-1949)
- Pink Anderson (1900-1974)
- Louis Armstrong (1901-1971)
- Sidney Bechet (1897-1959)
- Leroy Carr (1905-1935)
- Pee Wee Crayton (1914-1985)
- Floyd Council (1911-1976)
- Walter Davis (1912-1963)
- Johnny Dodds (1892-1940)
- Champion Jack Dupree (c. 1909-1992)
- Ivory Joe Hunter (1914-1974)
- St. Louis Jimmy Oden (1903-1977)
- Meade Lux Lewis (1905-1964)
- Little Brother Montgomery (c. 1906-1985)
- Big Maceo Merriweather (1905-1953)
- Kansas Joe McCoy (1905-1950)
- Papa Charlie McCoy (1909-1950)
- Jay McShann (born c. 1916)
- Roy Milton (1907-1983)
- Jelly Roll Morton (1890-1941)
- Jimmy Rushing (1902-1972)
- Roosevelt Sykes (1906-1983)
- Big Joe Turner (1911-1985)
- Sam Taylor (1916- 2009)
- T-Bone Walker (1910-1975)
- Washboard Sam (1910-1966)

## Jazz-blues no pós-Guerra
- Mose Allison (1927-  2016)
- Charles Brown (1922-1999)
- Roy Brown (1925-1981)
- Ray Charles (1930-2004)
- Pee Wee Crayton (1914-1985)
- Floyd Dixon (1929-2006)
- Champion Jack Dupree (c. 1909-1992)
- Wynonie Harris (1915-1969)
- Louis Jordan (1908-1975)
- Little Willie Littlefield (1931-)
- Percy Mayfield (1920-1984)
- Memphis Slim (1915-1988)
- Amos Milburn (1927-1980)
- Pinetop Perkins (1913-2011)
- Jimmy Witherspoon (1923-1997)

## Blues do Kansas
- Walter Brown (1917-1956)
- Jay McShann (c.1916-2006)
- Arnold Moore (1914-2005)
- Jimmy Rushing (c. 1902-1972)
- Big Joe Turner (1911-1985)

## Estilos tardios
- Little Hatch (1921-2003)
- Lee McBee (1951-2014)

## Blues de Chicago/Detroit
- Luther Allison (1939-1997)
- Paul Butterfield (1942-1987)
- John Henry Barbee (1905-1964)
- Eddie Boyd (1914–1994)
- James Cotton (1935-2017)
- Bo Diddley (1928-2008)
- Willie Dixon (1915-1992)
- David Honeyboy Edwards (1915-)
- Buddy Guy (1936-)
- Earl Hooker (1929-1970)
- J. B. Hutto (1926-1983)
- Big Walter Horton (1918-1981)
- Elmore James (1918-1963)
- Albert King (1924-1992)
- Freddie King (1934-1976)
- John Lee Hooker (1917-2001)
- Charlie Musselwhite (1944-)
- Robert Nighthawk (1909-1967)
- Pinetop Perkins (1913-2011)
- Jimmy Reed (1925-1976)
- Soko Richardson (1939-2004)
- Jimmy Rogers (1924-1997)
- Otis Rush (1934-)
- Magic Sam (1937-1970)
- Johnny Shines (1915-1992)
- Magic Slim (1937-2013)
- Otis Spann (1930-1970)
- Hound Dog Taylor (1915-1975)
- Eddie Taylor (1923-1985)
- Little Walter (1930-1968)
- Muddy Waters (1915-1983)
- Carl Weathersby (1953-)
- Junior Wells (1934-1998)
- Howlin' Wolf (1910-1976)
- Sonny Boy Williamson II (Rice Miller) (c. 1899-1965)
- Jody Williams (1935-)

## Blues (pós-anos 1950)
- James Anthony (Pecchia) (1955-)
- Etta Baker (1913-2006)
- Marcia Ball (1949-)
- Elvin Bishop (1942-)
- Bobby Blue Bland (1930-2013)
- Rory Block (1949-)
- Michael Bloomfield (1944-1981)
- Blues Brothers(1978-)
- Lonnie Brooks (born 1933-2017)
- Clarence "Gatemouth" Brown (1924-2005)
- Roy Buchanan (1939-1988)
- Eric Clapton (1945-)
- Albert Collins (1932-1993)
- Johnny Copeland (1937-1997)
- Al Copley (1952-)
- Robert Cray (1953-)
- Willie Dixon (1915-1992)
- Bob Dylan (1941-)
- Snooks Eaglin (1936-2009)
- The Fabulous Thunderbirds
- Robben Ford (1951-)
- Rory Gallagher (1948-1995)
- John P. Hammond (1942-)
- Alvin Youngblood Hart (1963-)
- Ted Hawkins (1936-1995)
- Z. Z. Hill (1935-1984)
- John Lee Hooker (1917-2001)
- Lightnin' Hopkins (1912-1982)
- Hot Tuna  (1969–)
- Colin James (1964-)
- Etta James (1938-2012)
- Jimmy Johnson (1928-)
- B. B. King (1925-2015)
- Freddie King (1934-1976)
- Taj Mahal (1942-)
- John Mayall (1933-)
- Keb' Mo' (1951-)
- Sam Myers (1936-2006)
- Odetta (1930-2008)
- Rod Piazza (1947-)
- Lonnie Pitchford (1955-1998)
- Fenton Robinson (1935-1997)
- Roomful of Blues
- Bobby Rush (1940-)
- Saffire - The Uppity Blues Women (1987-)
- Seasick Steve (1941-)
- Magic Slim (1937-2013)
- Son Seals (1942-2004)
- Arbee Stidham (1917-1988)
- Koko Taylor (1935-2009)
- Tabby Thomas (1929-2014)
- Rufus Thomas (1917-2001)
- Ali Farka Toure (1939-2006)
- Jimmie Vaughan (1951-)
- Stevie Ray Vaughan (1954-1990)
- Kazumi Watanabe (1953-)
- Johnny Winter (1944-2014)
- Jimmy Burns

## Blues desde 1990
- Celine Dion (1982-)
- Ana Popovic (1976-)
- Gwyn Ashton (1961-)
- Tab Benoit (1967-)
- Deanna Bogart (1960-)
- Joe Bonamassa (1977-)
- Kenny Brown (1953-)
- R. L. Burnside (1926-2005)
- Tommy Castro (1959-)
- Claudia Carawan (1959-)
- Joanna Connor (1962-)
- Shemekia Copeland (1979-)
- Guy Davis (1952-)
- Darren Deicide
- Chris Duarte (1964-)
- Ronnie Earl (1953-)
- Tinsley Ellis (1957-)
- Sue Foley (1968-)
- Anson Funderburgh (1954-)
- Anthony Gomes (1975-)
- Alvin Youngblood Hart (1965-)
- Jeff Healey (1966-2008)
- Ron Holloway (1953-)
- Colin James (1964-)
- Gene Kelton (1953-2010)
- Junior Kimbrough (1930-1998)
- Chris Thomas King (1964-)
- Jonny Lang (1981-)
- Harry Manx (1955-)
- Keb Mo' (1951-)
- Coco Montoya (1951-)
- Kenny Neal (1957-)
- North Mississippi All Stars (1996-)
- Blind Mississippi Morris (1955-)
- Charlie Parr(1967-)
- Asie Payton (1937-1997)
- Kelly Joe Phelps (1959-)
- Todd Sharpville (1970-)
- Kenny Wayne Shepherd (1976-)
- Bobby Sowell (1947-)
- Susan Tedeschi (1970-)
- Jimmy Thackery (1953-)
- T-Model Ford (1924-2013)
- Joe Louis Walker (1949-)
- William Elliott Whitmore (1978-)
- Bob Cobb (1965-)

### Blues na música country
- Johnny Cash (1932-2003)
- Merle Haggard (1937-2016)
- Jerry Lee Lewis (1937-)
- Jimmie Rodgers (1897-1933)
- Hank Williams (1923-1953)

### Influências do blues na música clássica
- George Gershwin (1898-1937), "Rhapsody in Blue" e "Concerto in F"
- Honegger, "Pacific 231" e "train song".
- William Grant Still, "Afro-American Symphony"

### Blues na música pop e no rock contemporâneo
- Ben Harper (1969-)
- Black Keys, The (2001-)
- Black Rebel Motorcycle Club (1988-)
- Bonnie Raitt (1949-)
- Chris Thomas King (1962-)
- G. Love & Special Sauce (1992-)
- Gun Club, The (1980-)
- Hugh Laurie (1959-)
- Jack White (1975-)
- John Mayer (1997-)
- Los Lonely Boys (1996-)
- Moby (1965-)
- Nick Cave (1957-)
- P.J. Harvey (1969-)
- Tom Waits (1949-)
- The White Stripes (1997-2011)

### Blues europeu
- Alexis Korner (1928-1984)
- Ana Popovic (1976 -)
- Barrelhouse Chuck (1958-2016)
- Cuby and the Blizzards (1964 - 2011)
- Cyril Davies (1932-1964)
- Dr. Feelgood (1971-)
- Eric Clapton (1945-)
- Todd Sharpville (1970-)
- Hans Theessink (1948-)
- Herman Brood (1946-2001)
- John Mayall & the Bluesbreakers (1963-)
- Peter Green (1946-)
- Rory Gallagher (1948-1995)
- Steve Baker (1953-)
- Yavuz Çetin (1970-2001)

## Blues no Brasil
- Blues Etílicos (1985-)
- Nuno Mindelis (1957-)
- Solon Fishbone (1975-)
- André Christovam (1959-)
- Álvaro Assmar (1958-2017)
- Celso Blues Boy (1956-2012)
- Mister Jack
- RestGate Blues (2002)

## Blues em Portugal
- Wraygunn
- The Ramblers (2007-)
- Minnemann Blues Band (1978-)